# Rashmita Minz
Rashmita Minz (en hindi : रश्मिता मिंज़ू) née le 16 décembre 1997, est une joueuse indienne de hockey sur gazon. Elle évolue au poste de défenseure au Indian Oil Corporation Ltd. et avec l'équipe nationale indienne.

## Carrière
Elle a fait ses débuts en équipe première en novembre 2016 à Melbourne lors d'un triple match amical face à l'Australie.

## Palmarès
- : 1re à la Coupe d'Asie 2017.
- : 3e à la Ligue professionnelle 2021-2022.